# Carlo Röthlisberger
Carlo Röthlisberger (ur. 23 sierpnia 1994 w Sorengo) – szwajcarski łyżwiarz figurowy, startujący w parach tanecznych z Victorią Manni. Uczestnik mistrzostw świata i Europy, medalista zawodów międzynarodowych, 4-krotny mistrz Szwajcarii (2017–2020) i wicemistrz Włoch (2023).

## Osiągnięcia

### Pary taneczne

#### Z Victorią Manni (Szwajcaria, Włochy)
|                             | Szwajcaria | Szwajcaria | Szwajcaria | Szwajcaria | Włochy | Włochy | Włochy |
| Zawody                      | 16–17      | 17–18      | 18–19      | 19–20      | 21–22  | 22–23  | 23–24  |
| Międzynarodowe              |            |            |            |            |        |        |        |
| Mistrzostwa świata          |            |            | 23         | —          |        | 18     | 25     |
| Mistrzostwa Europy          | 25         | 23         | 24         | 20         |        | 11     | 15     |
| CS Alpen Trophy             |            |            | 10         |            |        |        |        |
| CS Golden Spin Zagrzeb      | 13         | 18         |            |            |        |        |        |
| CS Lombardia Trophy         |            |            | 10         |            |        | 8      |        |
| CS Memoriał Ondreja Nepeli  |            |            |            |            |        | 6      |        |
| CS Tallinn Trophy           | 14         |            | 8          |            |        |        |        |
| CS Warsaw Cup               |            |            |            | 10         |        |        | 4      |
| Bavarian Open               | 14         | 8          |            |            |        |        |        |
| Bosphorus Istanbul Cup      |            |            | 6          | 7          |        |        |        |
| Egna Trophy                 |            | 7          | 5          |            | 5      |        |        |
| International Challenge Cup |            |            |            |            | 5      |        |        |
| International Halloween Cup |            |            | 8          |            |        |        |        |
| Mentor Toruń Cup            | 9          |            | 7          | 8          |        |        |        |
| Santa Claus Cup             | 3          |            |            |            |        |        |        |
| Volvo Open Cup              |            |            | 10         | 6          |        |        |        |
| Zimowa uniwersjada          |            |            | 9          |            |        |        |        |
| Krajowe                     |            |            |            |            |        |        |        |
| Mistrzostwa Włoch           |            |            |            |            |        | 2      |        |
| Mistrzostwa Szwajcarii      | 1          | 1          | 1          | 1          |        |        |        |

#### Z Valentiną Schär
| Zawody                                | 14–15                                 | 15–16                                 |                                       |                                       |                                       |                                       |                                       |                                       |                                       |                                       |                                       |                                       |                                       |                                       |                                       |                                       |                                       |                                       |
| Międzynarodowe: Kategorie młodzieżowe | Międzynarodowe: Kategorie młodzieżowe | Międzynarodowe: Kategorie młodzieżowe | Międzynarodowe: Kategorie młodzieżowe | Międzynarodowe: Kategorie młodzieżowe | Międzynarodowe: Kategorie młodzieżowe | Międzynarodowe: Kategorie młodzieżowe | Międzynarodowe: Kategorie młodzieżowe | Międzynarodowe: Kategorie młodzieżowe | Międzynarodowe: Kategorie młodzieżowe | Międzynarodowe: Kategorie młodzieżowe | Międzynarodowe: Kategorie młodzieżowe | Międzynarodowe: Kategorie młodzieżowe | Międzynarodowe: Kategorie młodzieżowe | Międzynarodowe: Kategorie młodzieżowe | Międzynarodowe: Kategorie młodzieżowe | Międzynarodowe: Kategorie młodzieżowe | Międzynarodowe: Kategorie młodzieżowe | Międzynarodowe: Kategorie młodzieżowe |
| ------------------------------------- | ------------------------------------- | ------------------------------------- | ------------------------------------- | ------------------------------------- | ------------------------------------- | ------------------------------------- | ------------------------------------- | ------------------------------------- | ------------------------------------- | ------------------------------------- | ------------------------------------- | ------------------------------------- | ------------------------------------- | ------------------------------------- | ------------------------------------- | ------------------------------------- | ------------------------------------- | ------------------------------------- |
| Mistrzostwa świata juniorów           | 27                                    | WD                                    |                                       |                                       |                                       |                                       |                                       |                                       |                                       |                                       |                                       |                                       |                                       |                                       |                                       |                                       |                                       |                                       |
| JGP w Austrii                         |                                       | 16                                    |                                       |                                       |                                       |                                       |                                       |                                       |                                       |                                       |                                       |                                       |                                       |                                       |                                       |                                       |                                       |                                       |
| JGP w Hiszpanii                       |                                       | 14                                    |                                       |                                       |                                       |                                       |                                       |                                       |                                       |                                       |                                       |                                       |                                       |                                       |                                       |                                       |                                       |                                       |
| Bavarian Open                         | 12 J                                  |                                       |                                       |                                       |                                       |                                       |                                       |                                       |                                       |                                       |                                       |                                       |                                       |                                       |                                       |                                       |                                       |                                       |
| Mentor Toruń Cup                      | 14 J                                  |                                       |                                       |                                       |                                       |                                       |                                       |                                       |                                       |                                       |                                       |                                       |                                       |                                       |                                       |                                       |                                       |                                       |
| NRW Trophy                            | 18 J                                  |                                       |                                       |                                       |                                       |                                       |                                       |                                       |                                       |                                       |                                       |                                       |                                       |                                       |                                       |                                       |                                       |                                       |
| Tallinn Trophy                        |                                       | 7 J                                   |                                       |                                       |                                       |                                       |                                       |                                       |                                       |                                       |                                       |                                       |                                       |                                       |                                       |                                       |                                       |                                       |
| Volvo Open Cup                        |                                       | 8 J                                   |                                       |                                       |                                       |                                       |                                       |                                       |                                       |                                       |                                       |                                       |                                       |                                       |                                       |                                       |                                       |                                       |
| Krajowe                               |                                       |                                       |                                       |                                       |                                       |                                       |                                       |                                       |                                       |                                       |                                       |                                       |                                       |                                       |                                       |                                       |                                       |                                       |
| Mistrzostwa Szwajcarii                | 1 J                                   | 1 J                                   |                                       |                                       |                                       |                                       |                                       |                                       |                                       |                                       |                                       |                                       |                                       |                                       |                                       |                                       |                                       |                                       |

### Soliści
| Zawody                                | 08–09          | 09–10          | 10–11          | 11–12          | 12–13          | 13–14          |                |                |                |                |                |                |                |                |                |                |                |
| Międzynarodowe                        | Międzynarodowe | Międzynarodowe | Międzynarodowe | Międzynarodowe | Międzynarodowe | Międzynarodowe | Międzynarodowe | Międzynarodowe | Międzynarodowe | Międzynarodowe | Międzynarodowe | Międzynarodowe | Międzynarodowe | Międzynarodowe | Międzynarodowe | Międzynarodowe | Międzynarodowe |
| ------------------------------------- | -------------- | -------------- | -------------- | -------------- | -------------- | -------------- | -------------- | -------------- | -------------- | -------------- | -------------- | -------------- | -------------- | -------------- | -------------- | -------------- | -------------- |
| Ice Challenge                         |                |                |                | 16             |                |                |                |                |                |                |                |                |                |                |                |                |                |
| Międzynarodowe: Kategorie młodzieżowe |                |                |                |                |                |                |                |                |                |                |                |                |                |                |                |                |                |
| Mistrzostwa świata juniorów           |                |                |                | 27             |                | 28             |                |                |                |                |                |                |                |                |                |                |                |
| JGP na Łotwie                         |                |                |                | 19             |                |                |                |                |                |                |                |                |                |                |                |                |                |
| JGP na Słowacji                       |                |                |                |                |                | 19             |                |                |                |                |                |                |                |                |                |                |                |
| JGP w Turcji                          |                |                |                |                | 15             |                |                |                |                |                |                |                |                |                |                |                |                |
| Bavarian Open                         |                |                |                | 4 J            | 8 J            | 14 J           |                |                |                |                |                |                |                |                |                |                |                |
| Egna Trophy                           |                | 4 J            |                |                |                |                |                |                |                |                |                |                |                |                |                |                |                |
| International Challenge Cup           | 2 AN           |                |                |                |                |                |                |                |                |                |                |                |                |                |                |                |                |
| Merano Cup                            |                |                |                |                | 6 J            | 3 J            |                |                |                |                |                |                |                |                |                |                |                |
| Santa Claus Cup                       | 1 AN           |                |                |                |                |                |                |                |                |                |                |                |                |                |                |                |                |
| Triglav Trophy                        |                |                | 5 J            |                |                |                |                |                |                |                |                |                |                |                |                |                |                |
| Olimpijski festiwal młodzieży Europy  |                |                | 10             |                |                |                |                |                |                |                |                |                |                |                |                |                |                |
| Krajowe                               |                |                |                |                |                |                |                |                |                |                |                |                |                |                |                |                |                |
| Mistrzostwa Szwajcarii                | 2 J            | 3 J            |                | 4              | 4              | 4              |                |                |                |                |                |                |                |                |                |                |                |